# Golden Globe 1985
La 42ª edizione della cerimonia di premiazione di Golden Globe si è tenuta il 27 gennaio 1985 al Beverly Hilton Hotel di Beverly Hills, California.
Lisabeth Shatner è stata la Golden Globe Ambassador dell'edizione.

## Premi per il cinema
Vengono di seguito indicati in grassetto i vincitori. Ove ricorrente e disponibile, viene indicato il titolo in lingua italiana e quello in lingua originale tra parentesi.

### Miglior film drammatico
- Amadeus, regia di Miloš Forman
- Cotton Club (The Cotton Club), regia di Francis Ford Coppola
- Urla del silenzio (The Killing Fields), regia di Roland Joffé
- Le stagioni del cuore (Places in the Heart), regia di Robert Benton
- Storia di un soldato (A Soldier's Story), regia di Norman Jewison

### Miglior film commedia o musicale
- All'inseguimento della pietra verde (Romancing the Stone), regia di Robert Zemeckis
- Beverly Hills Cop - Un piedipiatti a Beverly Hills (Beverly Hills Cop), regia di Martin Brest
- Ghostbusters - Acchiappafantasmi (Ghostbusters), regia di Ivan Reitman
- Micki & Maude (Micki + Maude), regia di Blake Edwards
- Splash - Una sirena a Manhattan (Splash), regia di Ron Howard

### Miglior regista
- Miloš Forman - Amadeus (Amadeus)
- Francis Ford Coppola - Cotton Club (The Cotton Club)
- Roland Joffé - Urla del silenzio (The Killing Fields)
- Sergio Leone - C'era una volta in America (Once Upon a Time in America)
- David Lean - Passaggio in India (A Passage to India)

### Miglior attore in un film drammatico
- F. Murray Abraham - Amadeus (Amadeus)
- Tom Hulce - Amadeus
- Sam Waterston - Urla del silenzio (The Killing Fields)
- Jeff Bridges - Starman
- Albert Finney - Sotto il vulcano (Under the Volcano)

### Migliore attrice in un film drammatico
- Sally Field - Le stagioni del cuore (Places in the Heart)
- Vanessa Redgrave - I bostoniani (The Bostonians)
- Jessica Lange - Country
- Diane Keaton - Fuga d'inverno (Mrs. Soffel)
- Sissy Spacek - Il fiume dell'ira (The River)

### Miglior attore in un film commedia o musicale
- Dudley Moore - Micki & Maude (Micki + Maude)
- Steve Martin - Ho sposato un fantasma (All of Me)
- Eddie Murphy - Beverly Hills Cop (Beverly Hills Cop)
- Bill Murray - Ghostbusters - Acchiappafantasmi (Ghostbusters)
- Robin Williams - Mosca a New York (Moscow on the Hudson)

### Migliore attrice in un film commedia o musicale
- Kathleen Turner - All'inseguimento della pietra verde (Romancing the Stone)
- Lily Tomlin - Ho sposato un fantasma (All of Me)
- Mia Farrow - Broadway Danny Rose (Broadway Danny Rose)
- Anne Bancroft - La Garbo dice (Garbo Talks)
- Shelley Long - Vertenza inconciliabile (Irreconcilable Differences)

### Miglior attore non protagonista
- Haing S. Ngor - Urla del silenzio (The Killing Fields)
- Jeffrey Jones - Amadeus (Amadeus)
- Richard Crenna - Flamingo Kid (The Flamingo Kid)
- Noriyuki "Pat" Morita - Karate Kid - Per vincere domani (The Karate Kid)
- Adolph Caesar - Storia di un soldato (A Soldier's Story)

### Migliore attrice non protagonista
- Peggy Ashcroft - Passaggio in India (A Passage to India)
- Melanie Griffith - Omicidio a luci rosse (Body Double)
- Drew Barrymore - Vertenza inconciliabile (Irreconcilable Differences)
- Kim Basinger - Il migliore (The Natural)
- Lesley Ann Warren - Songwriter - Successo alle stelle (Songwriter)
- Christine Lahti - Swing Shift - Tempo di swing (Swing Shift)
- Jacqueline Bisset - Sotto il vulcano (Under the Volcano)

### Migliore sceneggiatura
- Peter Shaffer - Amadeus (Amadeus)
- Bruce Robinson - Urla del silenzio (The Killing Fields)
- David Lean - Passaggio in India (A Passage to India)
- Robert Benton - Le stagioni del cuore (Places in the Heart)
- Charles Fuller - Storia di un soldato (A Soldier's Story)

### Migliore colonna sonora originale
- Maurice Jarre - Passaggio in India (A Passage to India)
- Mike Oldfield - Urla del silenzio (The Killing Fields)
- Ennio Morricone - C'era una volta in America (Once Upon a Time in America)
- John Williams - Il fiume dell'ira (The River)
- Jack Nitzsche - Starman (Starman)

### Migliore canzone originale
- I Just Called to Say I Love You, musica e testo di Stevie Wonder - La signora in rosso (The Woman in Red)
- Against All Odds (Take a Look at Me Now), musica e testo di Phil Collins - Due vite in gioco (Against All Odds)
- Footloose, musica e testo di Kenny Loggins e Dean Pitchford - Footloose (Footloose)
- Ghostbusters, musica e testo di Ray Parker Jr. - Ghostbusters - Acchiappafantasmi (Ghostbusters)
- No More Lonely Nights, musica e testo di Paul McCartney - Broad Street (Give My Regards to Broad Street)
- When Doves Cry, musica e testo di Prince - Purple Rain (Purple Rain)

### Miglior film straniero
- Passaggio in India (A Passage to India), regia di David Lean (Regno Unito)
- Carmen (Carmen), regia di Francesco Rosi (Francia)
- Mosse pericolose (La diagonale du fou), regia di Richard Dembo (Svizzera)
- Paris, Texas (Paris, Texas), regia di Wim Wenders (Francia/Germania Ovest)
- Una domenica in campagna (Un dimanche à la campagne), regia di Bertrand Tavernier (Francia)

## Premi per la televisione
Vengono di seguito indicati in grassetto i vincitori. Ove ricorrente e disponibile, viene indicato il titolo in lingua italiana e quello in lingua originale tra parentesi.

### Miglior serie drammatica
- La signora in giallo (Murder, She Wrote)
- New York New York (Cagney & Lacey)
- Dynasty
- Hill Street giorno e notte (Hill Street Blues)
- A cuore aperto (St. Elsewhere)

### Miglior serie commedia o musicale
- I Robinson (The Cosby Show)
- Cin cin (Cheers)
- Saranno famosi (Fame)
- I Jefferson (The Jeffersons)
- Kate & Allie (Kate & Allie)

### Miglior mini-serie o film per la televisione
- Quelle strane voci su Amelia (Something About Amelia), regia di Randa Haines
- Quando una donna (The Burning Bed), regia di Robert Greenwald
- Dollmaker (The Dollmaker), regia di Daniel Petrie
- Sakharov (Sakharov), regia di Jack Gold
- Un tram che si chiama Desiderio (A Streetcar Named Desire), regia di John Erman

### Miglior attore in una serie drammatica
- Tom Selleck - Magnum, P.I. (Magnum, P.I.)
- Larry Hagman - Dallas (Dallas)
- John Forsythe - Dynasty (Dynasty)
- Daniel J. Travanti - Hill Street giorno e notte (Hill Street Blues)
- James Brolin - Hotel (Hotel)
- Stacy Keach - Mike Hammer (Mike Hammer)

### Miglior attore in una serie commedia o musicale
- Bill Cosby - I Robinson (The Cosby Show)
- Robert Guillaume - Benson (Benson)
- Ted Danson - Cin cin (Cheers)
- Sherman Hemsley - I Jefferson (The Jeffersons)
- Bob Newhart - Bravo Dick (Newhart)

### Miglior attore in una mini-serie o film per la televisione
- Ted Danson - Quelle strane voci su Amelia (Something About Amelia)
- Sam Neill - Reilly, l'asso delle spie (Reilly: Ace of Spies)
- James Garner - Heartsounds (Heartsounds)
- Jason Robards - Sakharov (Sakharov)
- Treat Williams - Un tram che si chiama Desiderio (A Streetcar Named Desire)

### Miglior attrice in una serie drammatica
- Angela Lansbury - La signora in giallo (Murder, She Wrote)
- Tyne Daly - New York New York (Cagney & Lacey)
- Sharon Gless - New York New York (Cagney & Lacey)
- Joan Collins - Dynasty (Dynasty)
- Linda Evans - Dynasty (Dynasty)
- Kate Jackson - Top Secret (Scarecrow and Mrs. King)

### Miglior attrice in una serie commedia o musicale
- Shelley Long - Cin cin (Cheers)
- Debbie Allen - Saranno famosi (Fame)
- Nell Carter - La piccola grande Nell (Gimme a Break!)
- Isabel Sanford - I Jefferson (The Jeffersons)
- Jane Curtin - Kate & Allie (Kate & Allie)
- Susan Clark - Webster (Webster)

### Miglior attrice in una mini-serie o film per la televisione
- Ann-Margret - Un tram che si chiama Desiderio (A Streetcar Named Desire)
- Farrah Fawcett - Quando una donna (The Burning Bed)
- Jane Fonda - Dollmaker (The Dollmaker)
- Glenda Jackson - Sakharov (Sakharov)
- Glenn Close - Quelle strane voci su Amelia (Something About Amelia)

### Miglior attore non protagonista in una serie
- Paul Le Mat - Quando una donna (The Burning Bed)
- Ben Vereen - Ellis Island - La porta dell'America (Ellis Island)
- Bruce Weitz - Hill Street giorno e notte (Hill Street Blues)
- John Hillerman - Magnum, P.I. (Magnum, P.I.)
- Pierce Brosnan - Nancy Astor (Nancy Astor)

### Miglior attrice non protagonista in una serie
- Faye Dunaway - Ellis Island - La porta dell'America (Ellis Island)
- Rhea Perlman - Cin cin (Cheers)
- Gina Lollobrigida - Falcon Crest (Falcon Crest)
- Marla Gibbs - I Jefferson (The Jeffersons)
- Selma Diamond - Giudice di notte (Night Court)
- Roxana Zal - Quelle strane voci su Amelia (Something About Amelia)

## Premi onorari
- Golden Globe alla carriera: Elizabeth Taylor